# Vincenzo Ferdinandi
Vincenzo Ferdinandi, né le 29 novembre 1920 à Newark (États-Unis) et mort le 22 avril 1990 à Rome (Italie), est un créateur de mode italien qui fait partie des fondateurs de la couture italienne.

## Biographie
Vincenzo Ferdinandi est le fils d'Italiens installés dans le New Jersey au début du XXe siècle. Il a appris l'art de la couture auprès de sa famille, qu'il a continué à pratiquer après son retour en Italie dans les années 1940 installant un atelier à Rome dans la Via Veneto.
Il fait partie des premiers designers italiens de couture à concurrencer les couturiers français dans l'arène internationale. Il était à Paris, appelé par Christian Dior pour une collaboration stylistique avec la maison française.
En 1952, avec la Sartoria Antonelli, les ateliers Carosa, Roberto Capucci, Giovanelli-Sciarra, Germana Marucelli, Polinober, la Sartoria Vanna, Jole Veneziani il participe au premier défilé historique à la Sala Bianca du Palazzo Pitti à Florence. Oriana Fallaci envoyée par l'hebdomadaire Epoca a annoncé la nouvelle,. En 1953, il contribua à fonder, avec d'autres grands noms de l'époque (Emilio Schuberth, les Sorelle Fontana, Alberto Fabiani, Jole Veneziani, Giovannelli-Sciarra, Mingolini-Guggenheim, Eleonora Garnett, Simonetta), le Sindacato Italiano Alta Moda (qui deviendra plus tard la Chambre Nationale de la Mode Italienne). Il est le premier à amener une modèle noire, Dolores Francine Rhiney (it).
Ses créations sont portées par les actrices et les mannequins de ces années. Parmi celles-ci figurent Virna Lisi, Sylva Koscina, Isabella Albonico, Eloisa Cianni, Lucia Bosè, Lilli Cerasoli, Ivy Nicholson, Loredana Pavone, Anna Maria Ghislanzoni, Luciana Angiolillo, Marta Marzotto et Elsa Martinelli.